# 岡村いずみ
岡村 いずみ（おかむら いずみ、1989年12月25日 - ）は、日本の女優。No.9所属。

## 来歴・人物
神奈川県出身。慶應義塾大学環境情報学部卒業。在学中にミス慶應SFCコンテスト2009に出場し、グランプリを獲得。
2009年から1年間、集英社『non-no』専属モデルを務めた。写真家・青山裕企『SCHOOLGIRL COMPLEX』のモデルをしたこともある。
大学卒業後は映画女優を目指し、映画や舞台、ドラマ、CMなどに出演。
趣味は一人映画、カメラ、ドラム、マインスイーパ。資格は普通自動車免許、象使い（ラオス国家資格）を保有している。
2016年に出演した映画『ジムノペディに乱れる』（行定勲監督）の演技で裸体を披露し、第59回ブルーリボン賞新人賞を受賞した。日活ロマンポルノシリーズからの同賞受賞は、美保純以来28年ぶりとなる。
2019年1月、BIGLOBEのBIGLOBE旅行「温泉大賞アンバサダー」に就任。

## 出演

### 映画

#### 2011年
- ソーローなんてくだらない（吉田浩太監督） - グルメリポーター 役
- 空喰いの橋 - 渡瀬百合枝（ヒロイン）役
- カメラ・ガール - 主演・カノン 役

#### 2012年
- かしこい狗は、吠えずに笑う - 主演・清瀬イズミ 役
第34回PFFぴあフィルムフェスティバル入選
福岡インディペンデント映画祭2012「120分部門グランプリ」および「FIDFF2012最優秀賞」受賞

#### 2015年
- みんな!エスパーだよ!（園子温監督）
- 私は渦の底から（野本梢監督）

#### 2016年
- ジムノペディに乱れる（行定勲監督） - 安里 役[7]

#### 2017年
- 新宿スワンⅡ（園子温監督）
- ビジランテ（入江悠監督） - 亜矢 役

#### 2019年
- 彼女は夢で踊る（時川英之監督） - 踊り子（ヒロイン） 役

### 舞台

#### 2014年
- 「楽屋」作：清水邦夫／演出： 山崎洋平（江古田のカールズ）（2/21～23 新宿ゴールデン街劇場）
- 渋谷ハチ公前 渋ハチプロデュースVol.5「はじまりのある曲線」（12/2～12/7 新宿タイニイアリス）

#### 2015年
- 「わたしの、領分。」脚本・演出／松澤くれは（8/11～16 シアター風姿花伝）
- 演劇チーム渋谷ハチ公前プロデュース公演Vol.6「とりわける人たち」脚本・演出：高橋努（12/25～29 小劇場B1）

#### 2016年
- 東京マハロ「エリカな人々」脚本・演出／矢島弘一（4/30～5/8 赤坂RED THEATER）

### テレビ

#### 2012年
- 相棒11 第5話「ID」（テレビ朝日） - あみ（女子高生） 役

#### 2013年
- たべるダケ（TX） - 吉田優奈 役
- 土曜ワイド劇場「私は代行屋！晴子の事件推理2」（EX） - 新井希 役

#### 2014年
- TBS ドラマNEO「ダークシステム 恋の王座決定戦」第5話、第6話 - 二宮沙希 役
- セーラーゾンビ 第5話、第8話（テレビ東京） - アオイ 役
- WOWOW 連続ドラマW「グーグーだって猫である」（10/18〜毎週土曜 22時放送）

#### 2015年
- ウーマン・オン・ザ・プラネット〜ウーマン3人オーストラリア縦断旅（1月3日〜2月14日、日本テレビ）

#### 2016年
- 大河ドラマ「真田丸」（NHK） - 侍女 役

#### 2017年
- きみはペット（フジテレビ） - 倉木さやか 役
- 遺留捜査（テレビ朝日） ‐ 井上春香 役

#### 2018年
- 魔法×戦士 マジマジョピュアーズ!（TX） - ララニャンの声
- 特捜9（テレビ朝日） ‐ 音無奈々 役

#### 2019年
- ひみつ×戦士 ファントミラージュ! 第28話「アイドルはサキのお宝!?」（TX） - アイドル ちかるん（秋葉千佳）役

### Webドラマ

#### 2014年
- WEB短編ドラマ「ジュンコとリサリサ」

#### 2017年
- Twitterドラマ『その愛、お金で買いました。』powered by CLUB ACQUA（2017年） - 直美 役

#### 2018年
- ENVISION あなたがくれた「なりたい私」（脚本：岡田惠和） - 主演・いずみ 役

### CM
- ハウスメイト（2013年 - 2014年） 向井理と共演
- みずほフィナンシャルグループ - 「夢をかなえる」篇（2013年、Director：宇恵和昭）

### ミュージック・ビデオ
- RADWIMPS「五月の蝿」（2013年）

### ネット配信
- ニコ生公式映画トーク番組『シネマのミカタ』（2017年4月19日 - 2019年1月31日、毎週水曜日21時〜） - 週替わりでのMC出演

### 司会
- 第15回 TAMA NEW WAVE コンペティション（2014年11月29日、ヴィータホール） - 授賞式 司会[3]

## 受賞歴
- ミス慶應SFCコンテスト2009 - グランプリ（2009年）
- 第59回ブルーリボン賞 - 新人賞（2017年、行定勲監督映画『ジムノペディに乱れる』安里 役）